# Патулиду, Параскеви
Параскеви́ «Ву́ла» Патули́ду (греч. Παρασκευή "Βούλα" Πατουλίδου, род. 29 марта 1965 года) — греческая легкоатлетка, выступавшая в гладком и барьерном беге, а также прыжках в длину, олимпийская чемпионка 1992 года в беге на 100 м с/б, первая в истории греческая женщина, выигравшая золото на современных Олимпийских играх.
Параскеви Патулиду родилась в 1965 году в Трипотамо (неподалёку от Флорины, Греция). В 1992 году сенсационно завоевала золотую медаль на Олимпийских играх в Барселоне в беге на 100 метров с барьерами, став спортивной легендой современной Греции. В финале гречанка, показав результат 12,64 сек, опередила американку Лавонну Мартин и олимпийскую чемпионку 1988 года в этой дисциплине Йорданку Донкову из Болгарии. Главная фаворитка забега Гэйл Диверс из США лидировала, но упала после последнего барьера, заняв только 5-е место. Интересно, что это был единственный раз, когда Патулиду выступала в барьерном беге на Олимпийских играх, хотя она 4 раза участвовала в Олимпиадах (1988, 1992, 1996 и 2000).
В 1996 году в Атланте Патулиду заняла 10-е место в прыжках в длину.
Замужем за греческим тяжелоатлетом Димитриосом Зарзавацитисом, участником Олимпийских игр в Москве.
В настоящее время участвует в политической жизни Греции, её поддерживает партия Всегреческое социалистическое движение.